# Dolná Súča
Dolná Súča este o comună slovacă, aflată în districtul Trenčín din regiunea Trenčín. Localitatea se află la altitudinea de 285 m deasupra n.m., se întinde pe o suprafață de 26,32 km2 și în 2017 număra 3.087 de locuitori.

## Istoric
Localitatea Dolná Súča este atestată documentar din 1208.

## Demografie
| An:                | 1994 | 2004   | 2014   | 2024 |
| ------------------ | ---- | ------ | ------ | ---- |
| Număr de persoane: | 2774 | 2917   | 3050   | 3050 |
| Diferență:         |      | +5,15% | +4,55% | +0%  |

| An:                | 2023 | 2024   |
| ------------------ | ---- | ------ |
| Număr de persoane: | 3056 | 3050   |
| Diferență:         |      | −0,19% |